# 江村親俊
江村 親俊（えむら ちかとし）は、戦国時代から安土桃山時代にかけての武将。通称は孫左衛門。長宗我部氏の家臣。

## 略歴
江村親家の子として誕生。
早くから長宗我部元親に仕え、天正10年（1582年）には阿波一宮城の守備を任されている。天正13年（1585年）に豊臣秀吉の四国攻めが始まると、谷忠澄と協力して一宮城を守ったが、豊臣秀長の攻撃の前に敗れて開城した。主家の降伏後、元親の三男・津野親忠が豊臣秀吉への人質として赴くとき、親忠に従って伏見に赴いた。秀吉の朝鮮出兵でも渡海し、晋州城攻防戦で武功を挙げ、1500石の知行を与えられている。